# دوري جنوب إفريقيا لكرة القدم 1998–99
دوري جنوب أفريقيا لكرة القدم 1998–99 (بالإنجليزية: 1998–99 Premier Soccer League)‏ هو الموسم 3 من دوري جنوب أفريقيا لكرة القدم ‏. أقيم بتاريخ 31 يوليو 1998، وكان عدد الأندية المشاركة فيه 18، وفاز فيه ماميلودي صن داونز.